# Weke poria
De weke poria (Oxyporus corticola) is een schimmel die behoort tot de familie Oxyporaceae. Hij groeit saprotroof op hout van met name loofbomen maar is ook beschreven op naaldbomen. Hij komt vooral voor op dode stronken van loofbomen, vooral esp en berk.

## Kenmerken
Het vruchtlichaam is stevig, ruig behaarde rand en crème tot bleekoker van kleur. De poriën zijn onregelmatige tot doolhofachtige en zijn aanwezig met 1 tot 6 per mm aanwezig.
De sporen zijn bolvormig tot breed ellipsoïde, iets dikwandig en meten 5-6 × 4-4,5 µm. De hyfen in het vlees zijn breed hyfen (2-7 µm). Er zijn gespen aanwezig. In het hymenium bevinden zich gloeocystidia. De cystidia zijn opvallend kort, hebben kristallen en meten 12-20 × 4-7 µm.

## Verspreiding
In Nederland komt de weke porie vrij zeldzaam voor. Hij staat niet op de rode lijst en is niet bedreigd.